# 레이턴스톤

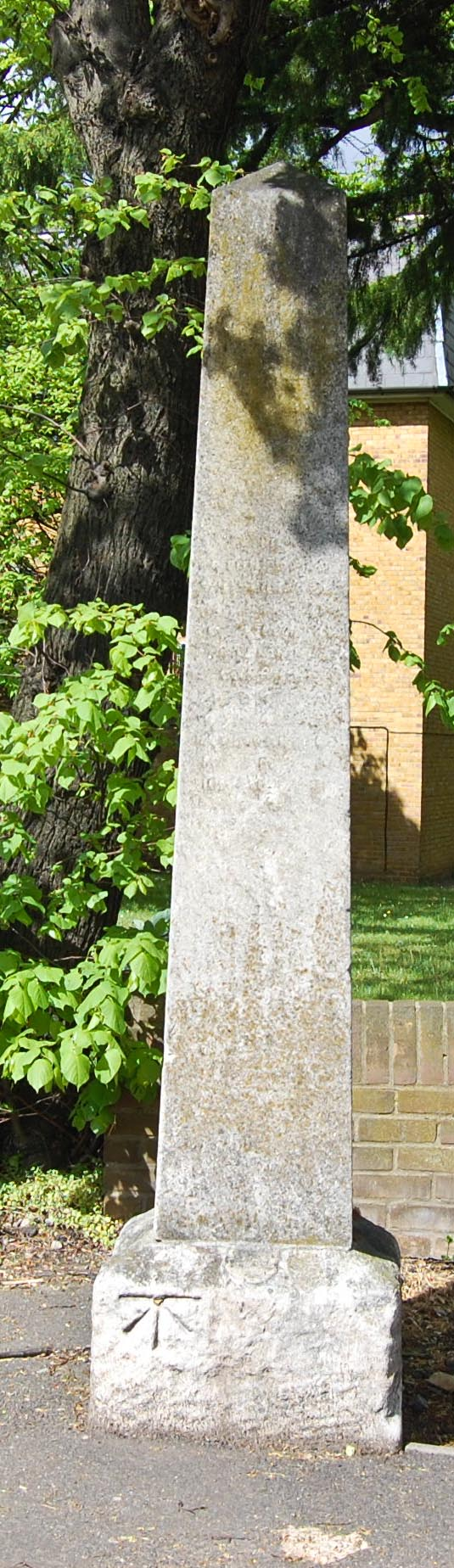

레이턴스톤(Leytonstone)은 잉글랜드 런던올림픽 파크 인근에 위치하고 있다.